# Sociedad Deportiva Aucas
La Sociedad Deportiva Aucas è una società calcistica ecuadoriana di Quito. Milita in Serie A, la divisione di vertice del campionato ecuadoriano di calcio.
La squadra, che prende il nome dalla tribù indigena degli Aucas, fu fondata dalla Shell nel 1945 ed è una delle squadre più popolari d'Ecuador. Ha vinto un  campionato ecuadoriano, nel 2022.
Nel 2014 il club ha ottenuto la promozione in Serie A, la massima divisione del calcio ecuadoriano, con tre giornate d'anticipo, a seguito di un 1-1 contro la LDU Portoviejo. Nel 2016 è retrocesso in Serie B, secondo livello del campionato ecuadoriano.
Vive una sentita rivalità con la LDU Quito.

## Allenatori
- Ernesto Guerra (1975), (1986-1987), (1989)
- Polo Carrera (1995)
- Juan Ramón Silva (1998-1999)
- Ramiro Blacut (1999-2000)
- Gerardo Pelusso (2001-2002)
- Diego Aguirre (2002-2003)
- Luis Suárez (2003-2004)
- Javier Álvarez Arteaga (2004-2005)
- Juan Amador Sánchez (2006-2007)
- Luis Suárez (2008)
- Marco Etcheverry (2009)
- Polo Carrera (2009)
- Alfredo Encalada (2011-2012)
- Julio Asad (2012-2013)
- Juan Ramón Silva (2014)
- Carlos Ischia (2015-2016)
- Tabare Silva (2016)
- Armando Osma (2009, 2016-2017)
- Darío Tempesta (2017, 2020-2021)
- Luis Soler (2018)
- Eduardo Favaro (2019)
- Gabriel Schurrer (2019)
- Hector Bidoglio (2021-2022)
- César Farías (2022-)

## Palmarès

### Competizioni nazionali
- Campionato ecuadoriano: 1

2022
- Serie B: 3

1974, 1991, 2014
- Segunda Categoría: 2

1986, 2012

### Altri piazzamenti
- Campionato ecuadoriano:

Terzo posto: 1969, 1975
- Supercoppa ecuadoriana:

Finalista: 2023
- Serie B:

Secondo posto: 2017

## Organico

### Rosa 2023
| N. |                      | Ruolo | Calciatore          |
| -- | -------------------- | ----- | ------------------- |
| 1  | Ecuador (bandiera)   | P     | Johan Padilla       |
| 2  | Uruguay (bandiera)   | D     | Horacio Salaberry   |
| 3  | Ecuador (bandiera)   | D     | Isaac Mina          |
| 4  | Ecuador (bandiera)   | D     | John Jairo Garcés   |
| 5  | Ecuador (bandiera)   | C     | Santiago Mallitasig |
| 6  | Argentina (bandiera) | A     | Esteban Solari      |
| 7  | Ecuador (bandiera)   | C     | Jairon Bonett       |
| 8  | Uruguay (bandiera)   | A     | Diego Benítez       |
| 9  | Ecuador (bandiera)   | A     | Joao Rojas          |
| 10 | Ecuador (bandiera)   | A     | Ayrton Preciado     |
| 11 | Ecuador (bandiera)   | A     | Juan Villacrés      |
| 12 | Ecuador (bandiera)   | P     | Carlos Ortiz        |
| 13 | Ecuador (bandiera)   | A     | Edson Montaño       |
| 15 | Ecuador (bandiera)   | C     | Cristhian Hurtado   |

| N. |                      | Ruolo | Calciatore          |
| -- | -------------------- | ----- | ------------------- |
| 16 | Ecuador (bandiera)   | C     | Sergio Quintero     |
| 19 | Ecuador (bandiera)   | D     | Robinson Guevara    |
| 20 | Ecuador (bandiera)   | C     | Dennys Quiñónez     |
| 21 | Ecuador (bandiera)   | C     | Jonathan de la Cruz |
| 22 | Ecuador (bandiera)   | D     | Jhonner Montezuma   |
| 23 | Argentina (bandiera) | P     | Sebastián Blázquez  |
| 24 | Ecuador (bandiera)   | D     | Jefferson Hurtado   |
| 30 | Ecuador (bandiera)   | C     | Henry Rúa           |
| 31 | Ecuador (bandiera)   | D     | Edison Carcelén     |
| 33 | Ecuador (bandiera)   | A     | Jonathan Betancourt |
| 50 | Ecuador (bandiera)   | D     | Byron Castillo      |
| 80 | Ecuador (bandiera)   | A     | Jhon Pereira        |

### Rosa 2016
| N. |                      | Ruolo | Calciatore          |
| -- | -------------------- | ----- | ------------------- |
| 1  | Ecuador (bandiera)   | P     | Johan Padilla       |
| 2  | Uruguay (bandiera)   | D     | Horacio Salaberry   |
| 3  | Ecuador (bandiera)   | D     | Isaac Mina          |
| 4  | Ecuador (bandiera)   | D     | John Jairo Garcés   |
| 5  | Ecuador (bandiera)   | C     | Santiago Mallitasig |
| 6  | Argentina (bandiera) | A     | Esteban Solari      |
| 7  | Ecuador (bandiera)   | C     | Jairon Bonett       |
| 8  | Uruguay (bandiera)   | A     | Diego Benítez       |
| 9  | Ecuador (bandiera)   | A     | Joao Rojas          |
| 10 | Ecuador (bandiera)   | A     | Ayrton Preciado     |
| 11 | Ecuador (bandiera)   | A     | Juan Villacrés      |
| 12 | Ecuador (bandiera)   | P     | Carlos Ortiz        |
| 13 | Ecuador (bandiera)   | A     | Edson Montaño       |
| 15 | Ecuador (bandiera)   | C     | Cristhian Hurtado   |

| N. |                      | Ruolo | Calciatore          |
| -- | -------------------- | ----- | ------------------- |
| 16 | Ecuador (bandiera)   | D     | Darwin Suárez       |
| 19 | Ecuador (bandiera)   | D     | Robinson Guevara    |
| 20 | Ecuador (bandiera)   | C     | Dennys Quiñónez     |
| 21 | Ecuador (bandiera)   | C     | Jonathan de la Cruz |
| 22 | Ecuador (bandiera)   | D     | Jhonner Montezuma   |
| 23 | Argentina (bandiera) | P     | Sebastián Blázquez  |
| 24 | Ecuador (bandiera)   | D     | Jefferson Hurtado   |
| 30 | Ecuador (bandiera)   | C     | Henry Rúa           |
| 31 | Ecuador (bandiera)   | D     | Edison Carcelén     |
| 33 | Ecuador (bandiera)   | A     | Jonathan Betancourt |
| 50 | Ecuador (bandiera)   | D     | Byron Castillo      |
| 80 | Ecuador (bandiera)   | A     | Jhon Pereira        |

### Rosa 2014-2015
| N. |                      | Ruolo | Calciatore            |
| -- | -------------------- | ----- | --------------------- |
| 1  | Ecuador (bandiera)   | P     | Paul Alarcón          |
| 3  | Argentina (bandiera) | D     | Lucas Escobedo        |
| 4  | Ecuador (bandiera)   | D     | Franklin Corozo       |
| 5  | Ecuador (bandiera)   | D     | Santiago Mallitasig   |
| 6  | Ecuador (bandiera)   | C     | Cesar Ricardo Mercado |
| 7  | Ecuador (bandiera)   | C     | Eduardo Bone          |
| 9  | Ecuador (bandiera)   | A     | Gustavo Figueroa      |
| 10 | Ecuador (bandiera)   | C     | Danny Vaca            |
| 11 | Ecuador (bandiera)   | C     | Jairo Padilla         |
| 12 | Ecuador (bandiera)   | P     | Carlos Luis Espinoza  |
| 13 | Uruguay (bandiera)   | A     | Sebastián Abreu       |
| 14 | Ecuador (bandiera)   | A     | Diego Betancourt      |

| N. |                     | Ruolo | Calciatore           |
| -- | ------------------- | ----- | -------------------- |
| 15 | Ecuador (bandiera)  | C     | Edwin Méndez         |
| 16 | Ecuador (bandiera)  | C     | Jimmy Delgado        |
| 17 | Ecuador (bandiera)  | C     | Roberto Garcés       |
| 18 | Paraguay (bandiera) | A     | Richard Estigarribia |
| 19 | Ecuador (bandiera)  | C     | Jose Quinteros       |
| 20 | Paraguay (bandiera) | C     | Domingo Martínez     |
| 50 | Ecuador (bandiera)  | C     | Wiston Torres        |
| 53 | Ecuador (bandiera)  | D     | Darwin Suarez        |
|    | Ecuador (bandiera)  | C     | Danny Corozo         |
|    | Ecuador (bandiera)  | C     | Adolfo Herrera       |
|    | Ecuador (bandiera)  | A     | Moisés Cuero         |
|    | Ecuador (bandiera)  | C     | Lenin Pule           |

### Rosa 2012-2013
| N. |                      | Ruolo | Calciatore                  |
| -- | -------------------- | ----- | --------------------------- |
| 1  | Ecuador (bandiera)   | P     | Paul Alarcón                |
| 3  | Argentina (bandiera) | D     | Lucas Escobedo              |
| 4  | Ecuador (bandiera)   | D     | Franklin Corozo             |
| 5  | Ecuador (bandiera)   | D     | Santiago Mallitasig         |
| 6  | Ecuador (bandiera)   | C     | Cesar Ricardo Mercado       |
| 7  | Ecuador (bandiera)   | C     | Jose Quinteros              |
| 8  | Ecuador (bandiera)   | C     | Wellington Sánchez          |
| 9  | Ecuador (bandiera)   | A     | Gustavo Figueroa (capitano) |
| 10 | Ecuador (bandiera)   | C     | Danny Vaca                  |
| 11 | Ecuador (bandiera)   | C     | Jairo Padilla               |
| 12 | Ecuador (bandiera)   | P     | Carlos Luis Espinoza        |

| N. |                     | Ruolo | Calciatore           |
| -- | ------------------- | ----- | -------------------- |
| 13 | Ecuador (bandiera)  | C     | Lenin Pule           |
| 14 | Ecuador (bandiera)  | A     | Diego Betancourt     |
| 15 | Ecuador (bandiera)  | C     | Edwin Méndez         |
| 16 | Ecuador (bandiera)  | C     | Jimmy Delgado        |
| 17 | Ecuador (bandiera)  | C     | Roberto Garcés       |
| 18 | Paraguay (bandiera) | A     | Richard Estigarribia |
| 20 | Paraguay (bandiera) | C     | Domingo Martínez     |
| 50 | Ecuador (bandiera)  | C     | Wiston Torres        |
| -  | Ecuador (bandiera)  | C     | Danny Corozo         |
| -  | Ecuador (bandiera)  | C     | Adolfo Herrera       |
| -  | Ecuador (bandiera)  | A     | Moisés Cuero         |